# Collomia mazama
Collomia mazama là một loài thực vật có hoa trong họ Polemoniaceae. Loài này được Coville mô tả khoa học đầu tiên năm 1897.